# Паново (Владимирская область)
Паново — деревня в Меленковском районе Владимирской области России, входит в состав Ляховского сельского поселения.

## География
Деревня расположена в 8 км на запад от центра поселения села Ляхи и в 10 км на восток от райцентра города Меленки.

## История
Деревня Паново в составе Домнинского прихода упоминается в писцовых книгах 1630 года (3 двора) и в окладных книгах 1676 года (15 дворов). В конце XIX века в деревне Паново было 59 дворов.
В конце XIX — начале XX века деревня входила в состав Ляховской волости Меленковского уезда. 
С 1929 года деревня являлась центром Пановского сельсовета в составе Ляховского района. С 1963 года в составе Меленковского района Владимирской области. 
До 2010 года в деревне действовала Пановская основная общеобразовательная школа.

## Население
| 1859 | 1897 | 1905  | 1926 | 2002 | 2010 | 2021 |
| ---- | ---- | ----- | ---- | ---- | ---- | ---- |
| 486  | ↗730 | ↗1009 | ↘981 | ↘482 | ↘481 | ↘351 |

## Социальная сфера
В деревне расположены МБДОУ «Детский сад №29», Пановский фельдшерско-акушерский пункт ГБУЗ «Меленковская центральная районная больница», Пановская сельская библиотека.

## Экономика
- Сельскохозяйственный производственный кооператив «Пановский».

## Связь
- Отделение федеральной почтовой связи «Паново»[9].